# Сириус Блек
Сириус Блек е литературен герой от поредицата на Джоан Роулинг за Хари Потър. Той е много добър приятел на Джеймс и Лили Потър – родителите на Хари, както и кръстник на главния герой. Описван е с дълга коса, която някак грациозно пада върху лицето му – говори се, че е много красив. За разлика от целия си род Блек, Сириус единствен не е запален по чистокръвната им мания. Също в разрез от рода му, той влиза в дом „Грифиндор“, вместо в „Слидерин“, което е голям удар за родителите му.
В седмата книга – „Даровете на Смъртта“ се разказва за стаята на Сириус, която показва колко много е искал да покаже, че е различен от всички Блек. Стаята му е украсена с Грифиндорските цветове (червено и златно), има плакати на мъгълски жени по стените, много снимки на него и най-добрите му приятели: Джеймс Потър, Ремус Лупин и Питър Петигрю. На всичко закачено по стените е направена магия за трайно залепяне, за да може родителите му да не ги махнат. На големия родов гоблен на рода Блек, майката на Сириус е прогорила дупка на мястото, където се намира той, за да покаже, че той е срам и позор и се отрича от него. Понеже той последен от целия си род остава жив, наследява къщата на площад „Гримолд“ номер дванадесет, която той с удоволствие предоставя, за да служи като щабквартира на Ордена на Феникса. В завещанието си той дава на Хари, своя кръщелник, къщата и домашния дух Крийчър, който и Сириус, и Хари (може би до седмата книга, защото Крийчър започва да показва уважение) го мразят.
Хари го мрази, защото именно Крийчър го лъже и го подмамва да отиде в „Министерството на Магията“, където той си мисли, че Волдемор е хванал Сириус и го изтезава, понеже Онзи-Който-Не-Бива-Да-Се-Назовава, показва лъжливо видение на Хари.
Сириус мрази Крийчър и къщата, защото те му напомнят за родителите му, с които той ни най-малко се гордее.

## Участие
Появява се в третата книга като затворник в Азкабан. Обвинен е несправедливо за убийството на родителите на Хари и още наколко мъгъли – свидетели. Успява да избяга оттам. Накрая се среща с очилатия магьосник в Къщата на Крясъците в Хогсмийд. Хари едва не го убива, нищо неподозирайки за истината. Тогава се намесва Лупин – учителят на Хари по Защита срещу Черните изкуства. Той се оказва стар приятел както на Джеймс, така също на Сириус и Питър Петигрю – предателя, виновен за това, че младият вълшебник е сирак. Разкрива на Хари историята и за доказателство показва плъха на Рон – Скабърс, който се оказва Петигрю, живял като зоомаг. Подлият Питър избягва и се връща при Волдемор.
Сириус става добър приятел на Хари, който често се съветва с него. В петата книга Блек предоставя къщата си за събрания на Ордена на феникса. Той страда, че не може да излиза от дома си, защото властите го търсят. Накрая Черният лорд примамва Хари в Отдела на Мистериите, за да вземе направеното от Сибила Трелони предсказание. Единствената причина Потър да отиде е, че мисли, че Волдемор е хванал Сириус. Там се разразява битка между Смъртожадните и членовете на Ордена.
Сириус Блек пада през Воала в Стаята на Смъртта, дуелирайки се с братовчедка си Белатрикс Лестранж и умира пред очите на Хари.
Гари Олдман влиза в ролята на Сириус Блек във филмите, създадени по книгите от поредицата.